# أضواء الشهرة (ألبوم)
اضواء الشهرة هو انجح ألبومات المطربة اللبنانية كارول سماحة٬ صدر في عام 2006 وقد ٱحتوى الألبوم على 8 أغاني.
هذا الألبوم انجح من البومي (حلم) و (انا حره)٬ وحققت أغنية اسمعني نجاحا كبيرا جدا.

## الأغاني
- اضواء الشهرة
- اسمعني
- زعلني منك
- اعتزلت الحب
- مشغول بالي
- وحياتك
- يا حبيبي اتذكر
- يا عذابي

صورت من الألبوم ثلاث أغاني هي:
- اسمعني
- زعلني منك
- اضواء الشهرة